# Marcel Rohrbach
Marcel Rohrbach   (Aiun, 8 d'abril de 1933 - Le Chesnay, 14 de març de 2012) va ser un ciclista francès que fou professional entre 1957 i 1963. En el seu palmarès hi ha una vintena de victòries, entre les quals destaquen la general del Critèrium del Dauphiné Libéré de 1957 i una etapa a la Volta a Espanya de 1961.

## Palmarès
- 1957
  - 1r del Critèrium del Dauphiné Libéré
  - 1r del Circuit de Belfort
  - Vencedor de 3 curses de classificació del Vèlo-club Blancois
- 1958
  - 1r del Circuit de Mont Blanc
  - Vencedor d'una etapa i 1r del Gran Premi de la Muntanya del Critèrium del Dauphiné Libéré
- 1959
  - Vencedor d'una cursa de classificació del Vèlo-club Blancois
  - Vencedor d'una etapa i 1r del Gran Premi de la Muntanya del Critèrium del Dauphiné Libéré
- 1961
  - Vencedor d'una etapa de la Volta a Espanya

### Resultats al Tour de França
- 1957. 12è de la classificació general
- 1958. 26è de la classificació general
- 1959. 51è de la classificació general
- 1960. 9è de la classificació general
- 1961. Abandona (14a etapa)
- 1962. Abandona (12a etapa)

### Resultats a la Volta a Espanya
- 1959. 11è de la classificació general
- 1961. Abandona (13a etapa). Vencedor d'una etapa